# Rustica pseudouncus
Rustica pseudouncus là một loài bướm đêm thuộc họ Erebidae. Nó được tìm thấy ở miền nam Sri Lanka.
Con trưởng thành bay từ tháng 2 đến tháng 7, suggesting multiple generations per year.
Sải cánh dài 12–15 mm. 